# 寿司ピザ
寿司ピザ（すしピザ、ラテン文字：Sushi pizza）は主にカナダやアメリカ合衆国北東部で提供されている寿司の一種である。
寿司ピザの名前の通り、ピザに似た料理であり、ピザの生地に当たる箇所にはパリパリに揚げた米のパティを用い、その上にスライスしたアボカド、スライスしたサーモン、ツナ、カニ肉を載せ、マヨネーズやワサビパウダーなどを配した上で、一口大に切って供される。海苔や紅しょうが、イクラやとびこなどを添えて提供されることもある。
寿司ピザの発祥については諸説あるものの、モントリオールにあるアタミ・寿司レストランの日本人シェフが1992年に寿司ピザの開発者であると主張している。トロントでは非常に人気のある料理であり、ピーミールベーコンサンドウィッチとともにトロントの名物料理の一つとして定着している。

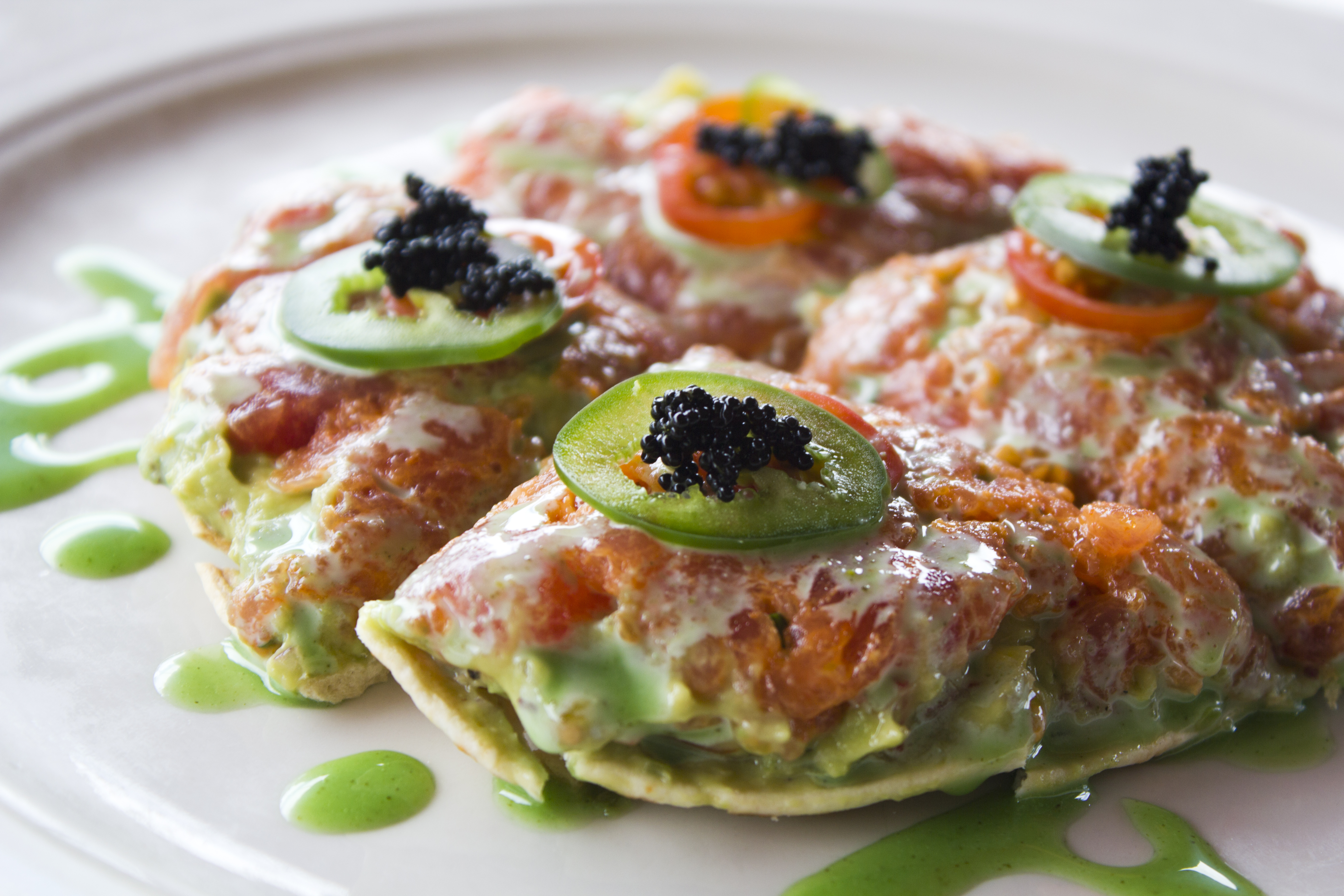
アボカドとサケの寿司ピザ
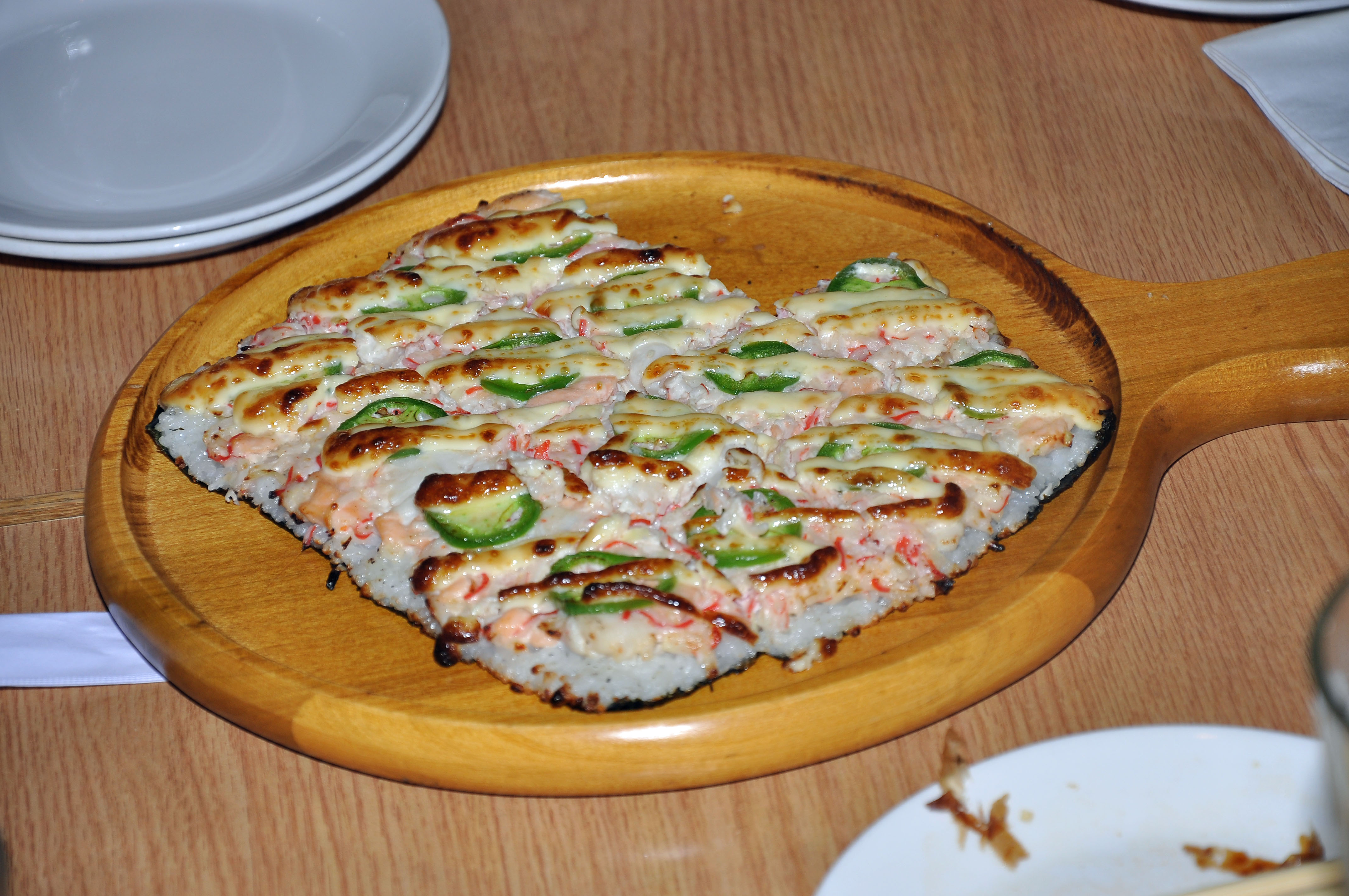
ハワイ料理店で提供されている寿司ピザ